# José Sánchez-Guerra
 (décembre 2022).
Si vous disposez d'ouvrages ou d'articles de référence ou si vous connaissez des sites web de qualité traitant du thème abordé ici, merci de compléter l'article en donnant les références utiles à sa vérifiabilité et en les liant à la section « Notes et références ».
Pour les articles homonymes, voir Guerra.
José Sánchez-Guerra y Martinez (Cordoue, 28 juin 1859 - Madrid, 26 janvier 1935) est un homme d'État espagnol. Il devient Président du Conseil des Ministres en 1922.
Avocat et journaliste, il dirige les publications La lberia (1885), Revista de España (1888) et El Español (1898)

## Biographie
En 1886, il entame sa carrière politique en tant que député de Cabra (Córdoba) sous les couleurs du Parti libéral de Práxedes Mateo Sagasta. Il rejoint, par la suite, le Parti Conservateur d'Antonio Maura. Entre 1903 et 1904, il est nommé ministre de l'Intérieur et de l'Aménagement du Territoire en 1908. Il occupe également le poste de gouverneur de la Banque d'Espagne entre juillet et décembre 1903, puis entre janvier 1907 et septembre 1908. 
Pendant les diverses crises que traversa le Parti Conservateur, Sánchez Guerra se tient à l'écart, bien qu'il accepte à nouveau la charge du Ministère de l'Intérieur en 1913-15 et 1917, dans les gouvernements présidés par Eduardo Dato. Au décès de celui-ci, plusieurs gouvernements conservateurs se succédèrent dont un présidé, entre mars et décembre 1922, par José Sanchez Guerra. Dans son gouvernement se retrouvent des conservateurs mauristes et des membres de la Lliga Catalane. Il tente de mettre fin au pistolérisme patronal à Barcelone en destituant le gouverneur civil Severiano Martínez Anido, jugé trop tolérant envers les pistoleros et sévère répresseur des groupes anarchistes barcelonais. L'assassinat de Dato avait donné des ailes à Martinez Anido qui s'était posé comme un des principaux obstacles au rétablissement de la paix sociale. Mais les remous autour du rapport Picasso, qui informait sur le désastre d'Anoual (Maroc, guerre du Rif), précipitèrent sa chute.

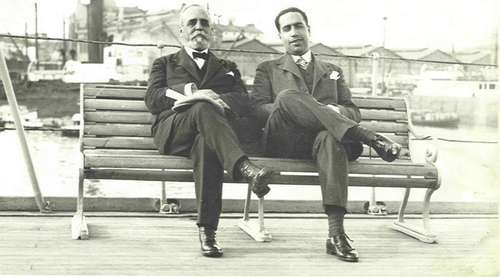
José Sanchez Guerra et son fils Rafael à Valence (1929)

Avec l'instauration de la dictature de Primo de Rivera, José Sanchez Guerra entra dans l'opposition. Il la critiqua d'abord avant de s'exiler en France en 1927. Il revint à Valence (Espagne) le 29 janvier 1929 pour diriger une action révolutionnaire contre le dictateur qui se solda par un retentissant échec. Se refusant à fuir, il fut arrêté mais les tribunaux le relaxèrent. Sa ferme position en faveur de la constitution fut un des facteurs qui contribua au discrédit de la dictature et de la monarchie qui en était complice.
Malgré sa critique envers la position d'Alphonse XIII, après la chute du gouvernement Dámaso Berenguer, il accepta la requête du roi et tenta de nouer un pacte avec les membres du Comité Républicain qu'il sollicita à la prison Modelo où ils étaient détenus. Bien qu'il ait été élu député du groupe conservateur favorable à la République aux élections générales du 28 juin 1931, il dut se retirer de la vie politique pour des raisons de santé.